# Juan de Dios Vial Guzmán (1851)
Juan de Dios Vial Guzmán (1851 - Viña del Mar, 20 de febrero de 1931) fue un militar y político chileno.

## Biografía
Nació en 1851, hijo de Juan de Dios Vial Guzmán y de Rosa Guzmán Guzmán.
Estudió en el Colegio San Ignacio en 1863.
Casado en Santiago el 21 de junio de 1871 con Clarencia Infante Concha, con quien tuvo 7 hijos, entre ellos Alberto Vial Infante, diputado y senador por Aconcagua, Presidente del Partido Liberal y del Club Hípico; como también del ministro
Carlos Vial Infante y el alcalde Luis Vial Infante.

## Carrera política y militar
Fue diputado suplente por Santiago para el periodo 1888-1891, y se incorporó a la Cámara el 21 de junio de 1888.
Formó parte del grupo disidente del Partido Liberal durante el gobierno de José Manuel Balmaceda, y ejerció como ministro de Hacienda en ese gobierno entre el 11 de junio y el 11 de julio de 1889, fecha en que renunció, debido a un escándalo financiero en el Banco Nacional Hipotecario, donde se desempeñaba paralelamente como gerente general. Fue subsecretario de Guerra entre el 12 de mayo de 1891 y el 17 de noviembre de 1891.
Posteriormente se unió al bando constitucionalista en la guerra civil de 1891, del cual fue teniente coronel. Tras el conflicto siguió la carrera militar, y en 1897 fue director de la Escuela Militar. En 1901 era Coronel y en 1908 era General. Obtuvo su retiro del Ejército en 1912.
En 1924 creó el grupo nacionalista secreto TEA (acrónimo de «Tenacidad, Entusiasmo y Abnegación»), junto a Jorge González von Marées y Oscar Dávila Izquierdo.